# CIM-10 Bomarc

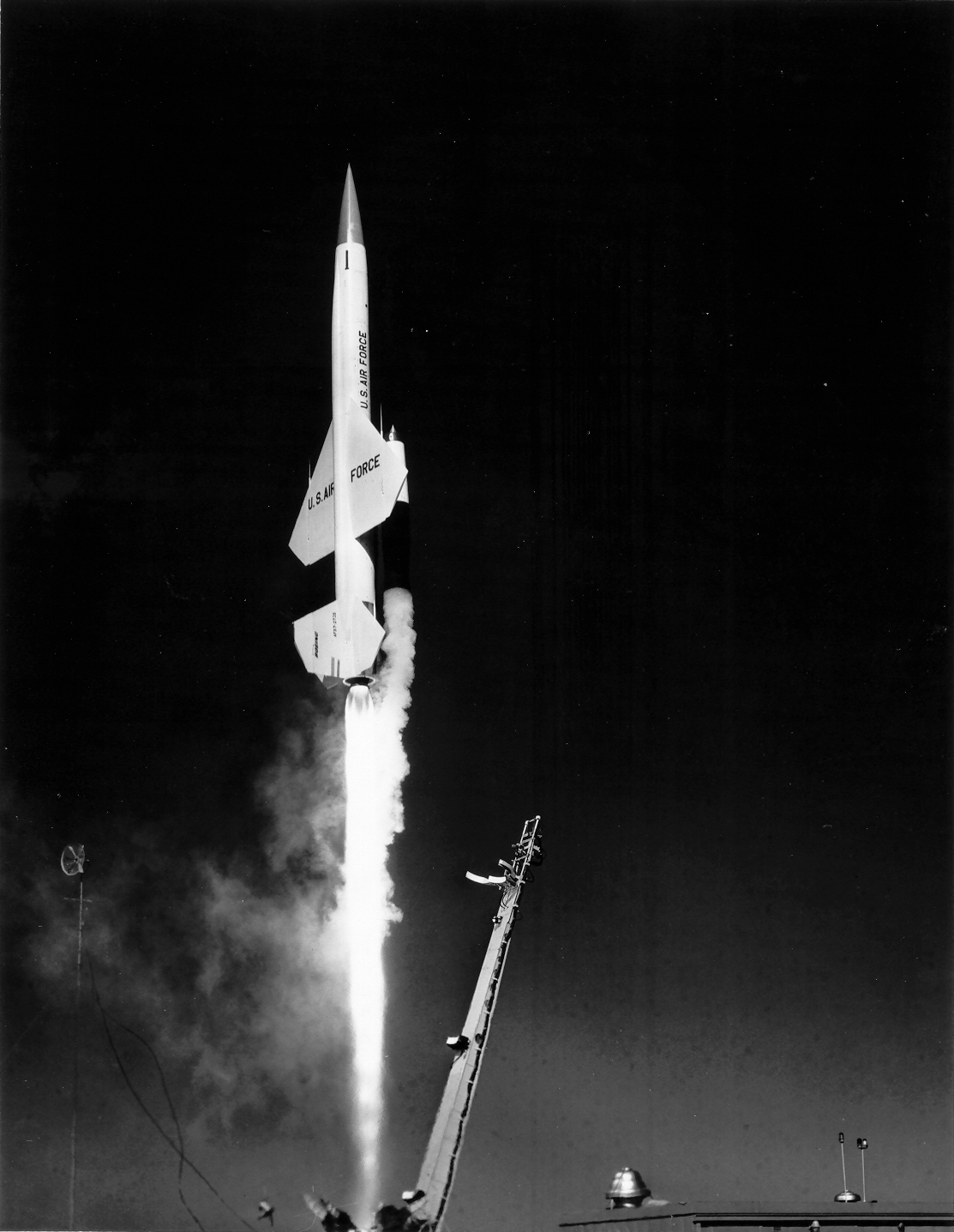
Phóng tên lửa Bomarc

Chương trình tên lửa Bomarc (Bomarc Missile Program) là kết quả của sự liên kết giữa Hoa Kỳ và Canada từ năm 1957 đến năm 1971 để bảo vệ chống lại mối nguy cơ từ các máy bay ném bom của Liên Xô. Nó bao gồm việc phát triển của các trạm chiến thuật có trang bị các tên lửa Bomarc dọc theo biên giới phía đông và phía tây của Bắc Mỹ và các vùng trung tâm của lục địa. BOMARC và hệ thống dẫn hướng SAGE đã bị mất dần vào cuối những năm sáu mươi khi chúng không có hiệu quả và tốn kém.
Các tên lửa siêu thanh Bomarc là các tên lửa chống máy bay tầm dài đầu tiên trên thế giới. Chúng có khả năng mang các đầu đạn thường hoặc các đầu đạn hạt nhân. Vai trò của chúng trong phòng vệ là để ngăn ngừa sự thâm nhập của đối phương. các tên lửa Bomarcs được bố trí dọc theo biên giới phía đông và phía tây của Bắc Mỹ về mặt lý thuyết sẽ được phóng để phá hủy các máy bay ném bom của đối phương trước khi các máy bay ném bom có thể thả bom, đạnvào trong các vùng công nghiệp.

## Sự thiết kế và phát triển

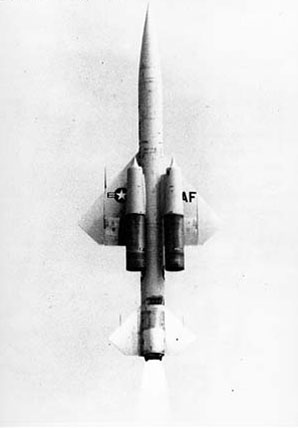
Bomarc khi đang phóng.

Tên "Bomarc" được tạo ra bởi sự hợp nhất các tên của hai tổ chức: Boeing và Michigan Aeronautical Research Center (MARC). Chương trình đã được cho phép từ năm 1949 và thiết kế ban đầu là F-99, một loại máy bay chiến đấu nhưng nhanh chóng bị thay bởi "IM" Tên lửa đánh chặn, giữ lại dãy số -99.
"Bomarc IM-99A" là sản phẩm đầu tiên của tên lửa Bomarc, đã được kiểm tra vào tháng 2 năm 1955. Nó có bán kính hoạt động là 200 dặm và có thể bay ở vận tốc 2,5 đến 2,8 Mach theo một hành trình ở độ cao 60.000 feet. Nó dài 14,2 m (46.6 ft), nặng 7.020 kg (15.500 lb). Nó được trang bị bằng các đầu đạn thường loại 1000 pound (khoảng 450 kg) hoặc các đầu đạn hạt nhân W40.
"Super Bomarc IM-99B" là sản phẩm kế tiếp của IM-99A. Nó có khả năng tấn công mục tiêu trong bán kính 400 dặm và có khả năng bay với vận tốc 4 Mach ở độ cao 100.000 feet. Nó dài 13,7 m, nặng 7.250 kg với đầu đạn hạt nhân W40.
Bomarc nhờ vào hệ thống SAGE, một hệ thống điều khiển tự dọngđược sử dụng bởi Bộ Chỉ huy Phòng không Bắc Mỹ (North American Aerospace Defense Command: viết tắt NORAD) để phát hiện, bám theo mục tiêu và chặn đứng các máy bay ném bom. SAGE cũng cho phép điều khiển việc phóng các tên lửa Bomarc từ xa.

## Canada và Bomarc
Chương trình tên lửa Bomarcđã gây ra sự tranh cãi lớn ở Canada. Đảng cấp tiến trong chính phủ Canda của thủ tướng John George Diefenbaker ban đầu đồng ý để triển khai tên lửa, nhưng chỉ một thời gian ngắn sau đó đã có một cuộc tranh luận để loại bỏ tên lửa đánh chặn.

## Sự ngừng của chương trình
Các tên lửa có thể được xem ở địa chỉ 

## Hoạt động
- Canada:
  - Không quân Hoàng gia Canada
- Hoa Kỳ
  - Không quân Hoa Kỳ

## Các tên lửa còn lại

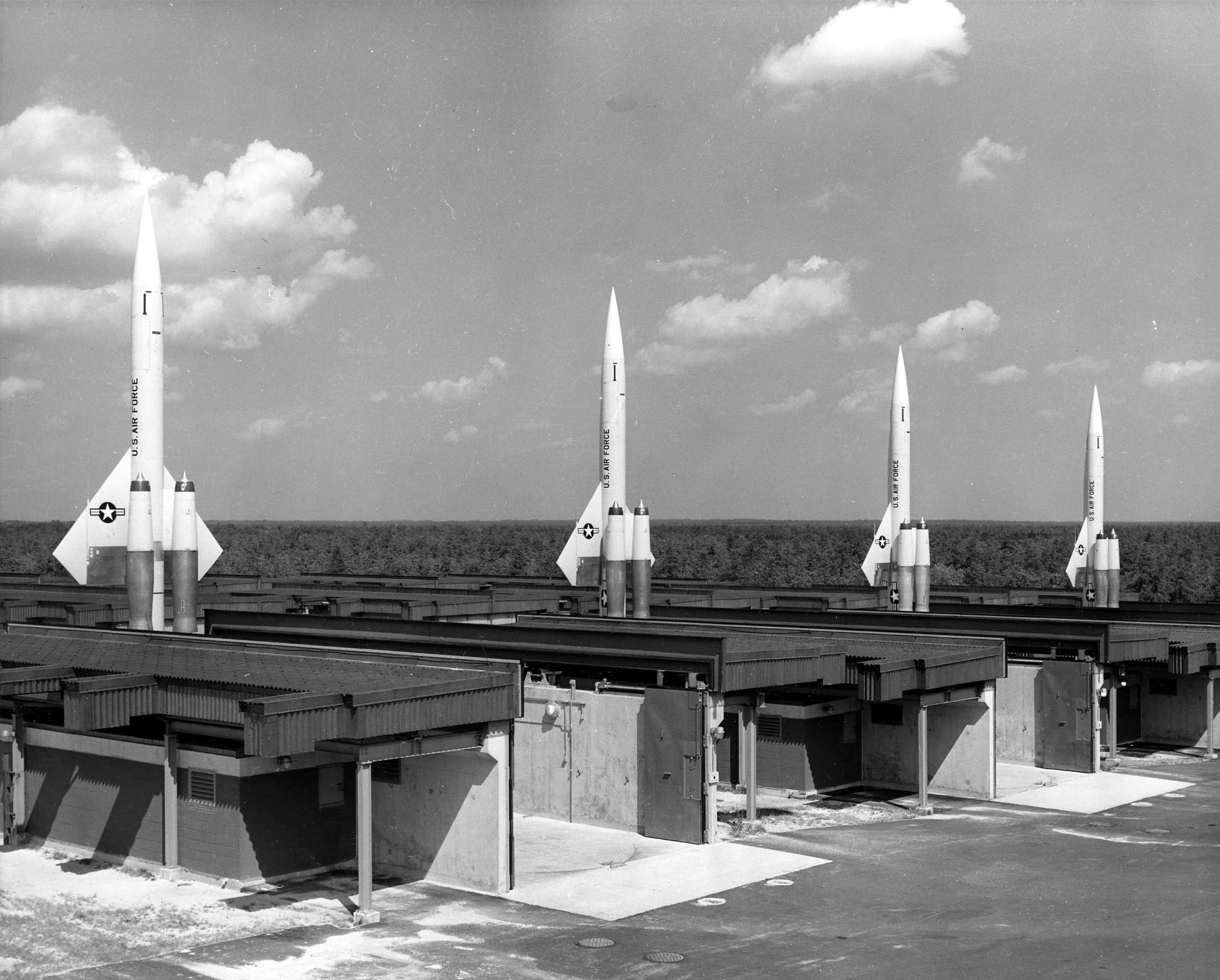
Một dàn tên lửa Bomarc.

Dưới đây là danh sách các bảo tàng hoặc các nơi có tên lửa Bomarc được trưng bày:
- Air Force Armament Museum, Eglin Air Force Base, Florida
- Air Force Space and Missile Museum, Cape Canaveral Air Force Station, Florida
- Alberta Aviation Museum, Edmonton, Alberta, Canada
- Canada Aviation Museum, Ottawa, Ontario, Canada
- Florence Air & Missile Museum, Florence, Nam Carolina
- Hill Aerospace Museum, Hill Air Force Base, Utah
- Historical Electronics Museum, Baltimore, Maryland (display of AN/DPN-53, the first airborne pulse-doppler radar, used in the Bomarc)
- Illinois Soldiers & Sailors Home, Quincy, Illinois
- Keesler Air Force Base, Biloxi, Missouri
- Lee Park, North Bay, Ontario, Canada
- National Atomic Museum, Kirtland Air Force Base, Albuquerque, New Mexico
- National Museum of the United States Air Force, Wright-Patterson Air Force Base, Ohio
- Octave Chanute Aerospace Museum, Rantoul, Ilinois
- Peterson Air and Space Museum, Peterson Air Force Base, Colorado
- Robins Air Force Base Museum of Aviation, Robins Air Force Base, Warner Robins, Georgia
- Strategic Aerospace Museum, Bellevue, Nebraska
- US Air Force History and Traditions Museum, San Antonio, Texas